# Biermannia jainiana
Biermannia jainiana är en orkidéart som beskrevs av S.N.Hegde och A.Nageswara Rao. Biermannia jainiana ingår i släktet Biermannia och familjen orkidéer.
Artens utbredningsområde är Arunachal Pradesh. Inga underarter finns listade i Catalogue of Life.